# Processo stazionario
In matematica e statistica, un processo stazionario (o processo fortemente stazionario) è un processo stocastico la cui distribuzione di probabilità congiunta non cambia se viene traslata nel tempo. Di conseguenza, parametri quali la media e la varianza, se sono presenti, pure non cambiano nel tempo.
Poiché la stazionarietà è un presupposto di fondo in molte procedure statistiche utilizzate nell'analisi delle serie storiche, i dati non stazionari sono spesso trasformati per diventare stazionari. La causa più comune di violazione della stazionarietà sono le tendenze in media, che possono essere dovute sia alla presenza di una radice unitaria, sia ad una tendenza deterministica. Nel secondo caso, il processo è chiamato processo con tendenza stazionaria, gli shock stocastici hanno solo effetti transitori e il processo è mean-reverting (su una media che cambia deterministicamente nel tempo). Al contrario, nel primo caso gli shock stocastici hanno effetti permanenti e il processo non è mean-reverting.
Un processo con tendenza stazionaria non è strettamente stazionario, ma può facilmente essere reso tale rimuovendo la tendenza di fondo (funzione unicamente del tempo). Analogamente, i processi con una o più radici unitarie possono essere resi stazionari attraverso la differenziazione.
Un tipo importante di processo non stazionario che non include un comportamento di tendenza simile è il processo ciclostazionario.
Un "processo stazionario" non è la stessa cosa di un "processo con una distribuzione stazionaria". Infatti, ci sono ulteriori possibilità di confusione con l'uso della parola "stazionario" nel contesto dei processi stocastici; per esempio, talvolta si dice che una catena di Markov omogenea nel tempo ha "probabilità di transizione stazionarie". Inoltre, tutti i processi casuali di Markov stazionari sono omogenei nel tempo.

## Definizione
Formalmente, sia {\displaystyle \left\{X_{t}\right\}} un processo stocastico e {\displaystyle F_{X}(x_{t_{1}+\tau },\ldots ,x_{t_{k}+\tau })} rappresenti la funzione cumulativa della distribuzione congiunta di {\displaystyle \left\{X_{t}\right\}} negli istanti {\displaystyle t_{1}+\tau ,\ldots ,t_{k}+\tau }. Allora, si dice che {\displaystyle \left\{X_{t}\right\}} è strettamente (o fortemente) stazionario se, per ogni {\displaystyle {k}}, per ogni {\displaystyle {\tau }}, e per ogni {\displaystyle t_{1},\ldots ,t_{k}},
{\displaystyle F_{X}(x_{t_{1}+\tau },\ldots ,x_{t_{k}+\tau })=F_{X}(x_{t_{1}},\ldots ,x_{t_{k}}).}
Poiché {\displaystyle \tau } non incide su {\displaystyle F_{X}(\cdot )}, {\displaystyle F_{X}} non è una funzione del tempo.

## Esempi
Per esempio, il rumore bianco è stazionario. Il suono di un cembalo che tintinna, se colpito solo una volta, è non stazionario perché la potenza acustica del colpo (e quindi la sua varianza) diminuisce con il tempo. Tuttavia, sarebbe possibile inventare un processo stocastico che descrive un caso in cui il cembalo è colpito, tale che la risposta globale formi un processo stazionario. Per esempio, se il cembalo viene colpito in momenti nel tempo corrispondenti ad un processo di Poisson omogeneo, la risposta generale sarebbe stazionaria.
Un esempio di processo stazionario a tempo discreto dove lo spazio campione è anche discreto (in modo che la variabile casuale possa assumere uno di N valori possibili) è uno schema di Bernoulli. Altri esempi di processi stazionari a tempo discreto con spazio campione continuo includono alcuni processi autoregressivi e a media mobile che sono entrambi sottoinsiemi del modello autoregressivo a media mobile. I modelli con una componente autoregressiva non banale possono essere o stazionari o non stazionari, a seconda dei valori del parametro, e casi speciali non stazionari importanti sono quelli in cui nel modello esistono radici unitarie.
Sia Y una variabile casuale scalare, e definiamo una serie storica { Xt }, da
{\displaystyle X_{t}=Y\qquad {\text{ per ogni }}t.}
Allora { Xt } è una serie stazionaria, per la quale le realizzazioni sono costituite da una serie di valori costanti, con un diverso valore costante per ogni realizzazione. Una legge dei grandi numeri non si applica in questo caso, poiché il valore limite di una media da una realizzazione singola dà il valore casuale determinato da Y, invece del valore atteso di Y.
Come ulteriore esempio di un processo stazionario per il quale ogni singola realizzazione ha una struttura apparentemente priva di rumore, supponiamo che Y abbia una distribuzione uniforme su (0,2π] e definiamo la serie storica { Xt } come
{\displaystyle X_{t}=\cos(t+Y)\quad {\text{ per }}t\in \mathbb {R} .}
Allora { Xt } è fortemente stazionario.

## Forme più deboli di stazionarietà

### Stazionarietà debole o in senso lato
Una forma più debole di stazionarietà comunemente impiegata in teoria dei segnali è nota come stazionarietà in senso debole, stazionarietà in senso lato, stazionarietà della covarianza, o stazionarietà di secondo ordine. I processi casuali stazionari in senso lato richiedono solo che il primo momento e l'autocovarianza non varino rispetto al tempo. Ogni processo fortemente stazionario che ha una media e una covarianza è anche un processo stazionario in senso lato.
Quindi, un processo casuale a tempo continuo x(t) che sia stazionario in senso lato ha le seguenti restrizioni sulla sua funzione di media
{\displaystyle \mathbb {E} [x(t)]=m_{x}(t)=m_{x}(t+\tau ),\,\,\forall \tau \in \mathbb {R} }
e sulla sua funzione di autocovarianza
{\displaystyle \mathbb {E} [(x(t_{1})-m_{x}(t_{1}))(x(t_{2})-m_{x}(t_{2}))]=C_{x}(t_{1},t_{2})=C_{x}(t_{1}+(-t_{2}),t_{2}+(-t_{2}))=C_{x}(t_{1}-t_{2},0).}
La prima proprietà implica che la funzione di media mx(t) deve essere costante. La seconda proprietà implica che la funzione di covarianza dipende solo dalla differenza tra {\displaystyle t_{1}} e {\displaystyle t_{2}} e necessita di essere indicizzata da una sola variabile piuttosto che due variabili. Quindi, invece di scrivere,
{\displaystyle \,\!C_{x}(t_{1}-t_{2},0)\,}
la notazione è spesso abbreviata e scritta come:
{\displaystyle C_{x}(\tau )\,\!{\mbox{ dove }}\tau =t_{1}-t_{2}.}
Ciò implica anche che l'autocorrelazione dipende solo da {\displaystyle \tau =t_{1}-t_{2}}, cioè
{\displaystyle \,\!R_{x}(t_{1},t_{2})=R_{x}(t_{1}-t_{2}).}
Il principale vantaggio della stazionarietà in senso lato è che essa pone le serie storiche nel contesto degli spazi di Hilbert. Sia H lo spazio di Hilbert generato da {x(t)} (cioè, la chiusura dell'insieme di tutte le combinazioni lineari di queste variabili casuali nello spazio di Hilbert di tutte le variabili casuali quadrato-integrabili su un dato spazio di probabilità). Essendo la funzione di autocovarianza definita positiva, dal teorema di Bochner segue che esiste una misura positiva μ sulla retta reale tale che H sia isomorfo al sottospazio di Hilbert di L2(μ) generato da {e−2πiξ⋅t}. Questo dà poi la seguente decomposizione di Fourier per un processo stocastico a tempo continuo: esiste un processo stocastico ωξ con incrementi ortogonali tale che, per ogni t
{\displaystyle x(t)=\int e^{-2\pi i\lambda \cdot t}d\omega _{\lambda },}
dove l'integrale sul lato destro è interpretato in senso opportuno (Riemann). Lo stesso risultato vale per un processo stazionario a tempo discreto, con la misura spettrale in tal caso definita sul cerchio unitario.
Quando si elaborano segnali casuali stazionari in senso lato con filtri tempo-invarianti lineari (filtri LTI), è utile pensare alla funzione di correlazione come a un operatore lineare. Poiché si tratta di un operatore circolante (dipende solo dalla differenza tra i due argomenti), le sue autofunzioni sono gli esponenziali complessi di Fourier. Inoltre, poiché le autofunzioni di operatori LTI sono anche esponenziali complessi, un'elaborazione LTI di segnali casuale stazionari in senso lato è facilmente trattabile - tutti i calcoli possono essere effettuati nel dominio della frequenza. In tal modo, l'assunzione di stazionarietà in senso lato è ampiamente impiegata negli algoritmi della teoria dei segnali.

### Altra terminologia
La terminologia usata per i tipi di stazionarietà diversi dalla stazionarietà forte 
possono essere piuttosto contrastanti. Segue qualche esempio.
- Priestley parla di stazionarietà fino all'ordine m se condizioni simili a quelle date qui per la stazionarietà in senso lato si applicano ai momenti fino all'ordine m. In tal modo la stazionarietà in senso lato sarebbe equivalente alla "stazionarietà fino all'ordine 2", che è diversa dalla definizione di stazionarietà di secondo ordine data qui.

- Honarkhah e Caers anche usano l'assunzione di stazionarietà nel contesto della geostatistica multi-punto, dove si assume che le statistiche superiori a quella n-punto siano stazionarie nel dominio spaziale.

- Tahmasebi e Sahimi hanno presentato una metodologia, basata sui risultati di Shannon, adattiva che può essere usata per la modellazione di ogni sistema non stazionario.

## Differenziazione
Un modo per avere una serie storica stazionaria consiste nel calcolare le differenze tra osservazioni consecutive. Ciò è noto come differenziazione.
Trasformazioni quali i logaritmi possono aiutare a stabilizzare la varianza di una serie storica. La differenziazione può aiutare a stabilizzare la media di una serie storica rimuovendo i cambiamenti nel livello di una serie storica, ed eliminando così trend e stagionalità.
Uno dei modi per identificare serie storiche non stazionarie consiste nel graficare la funzione di autocorrelazione (ACF). Per una serie storica stazionaria, la funzione di autocorrelazione tenderà a zero piuttosto rapidamente, mentre la funzione di autocorrelazione di dati non stazionari decresce lentamente.